# Oliarus transitoria
Oliarus transitoria är en insektsart som beskrevs av Berg 1883. Oliarus transitoria ingår i släktet Oliarus och familjen kilstritar.
Artens utbredningsområde är Uruguay. Inga underarter finns listade i Catalogue of Life.